# Ptinus fascicularis
Ptinus fascicularis is een keversoort uit de familie klopkevers (Ptinidae). De wetenschappelijke naam van de soort werd in 1847 gepubliceerd door Wilhelm Ferdinand Erichson.